# Białohruda (przystanek kolejowy)
Białohruda (biał. Белагруда, ros. Белогруда) – przystanek kolejowy w pobliżu miejscowości Białohruda, w rejonie lidzkim, w obwodzie grodzieńskim, na Białorusi.
Przystanek istniał przed II wojną światową. Zlokalizowany był jednak w innym miejscu.